# العلاقات الأندورية الكونغوية
العلاقات الأندورية الكونغولية هي العلاقات الثنائية التي تجمع بين أندورا وجمهورية الكونغو.

## مقارنة بين البلدين
هذه مقارنة عامة ومرجعية للدولتين:
| وجه المقارنة                                              | أندورا                                                     | [[تصنيف:صفحات تستخدم رمز علم غير موجود\|]] جمهورية الكونغو |
| --------------------------------------------------------- | ---------------------------------------------------------- | ---------------------------------------------------------- |
| المساحة (كم2)                                             | 468                                                        | 342.00 ألف                                                 |
| عدد السكان (نسمة)                                         | 76.18 ألف                                                  | 5.26 مليون                                                 |
| الكثافة السكانية (ن./كم²)                                 | 16.28 ألف                                                  | 15.38                                                      |
| العاصمة                                                   | أندورا لا فيلا                                             | برازافيل                                                   |
| اللغة الرسمية                                             | اللغة الكتالونية                                           | لغة فرنسية                                                 |
| العملة                                                    | يورو                                                       | فرنك وسط أفريقي                                            |
| الناتج المحلي الإجمالي (بليون دولار)                      | 3.01 مليار                                                 | 8.72 مليار                                                 |
| الناتج المحلي الإجمالي (تعادل القوة الشرائية) بليون دولار |                                                            | 29.48 مليار                                                |
| الناتج المحلي الإجمالي الاسمي للفرد دولار أمريكي          |                                                            | 1.85 ألف                                                   |
| الناتج المحلي الإجمالي للفرد دولار أمريكي                 |                                                            |                                                            |
| مؤشر التنمية البشرية                                      | 0.858                                                      | 0.591                                                      |
| رمز المكالمات الدولي                                      | +376                                                       | +242                                                       |
| رمز الإنترنت                                              | .ad                                                        | .cg                                                        |
| المنطقة الزمنية                                           | ت ع م+01:00، توقيت وسط أوروبا، ت ع م+02:00، أوروبا/أندورا ‏ | ت ع م+01:00                                                |

## منظمات دولية مشتركة
يشترك البلدان في عضوية مجموعة من المنظمات الدولية، منها:
| علم المنظمة | اسم المنظمة                   | تاريخ انضمام أندورا | تاريخ انضمام جمهورية الكونغو |
| ----------- | ----------------------------- | ------------------- | ---------------------------- |
|             | منظمة الشرطة الجنائية الدولية | ?                   | ?                            |
|             | يونسكو                        | 20 أكتوبر 1993      | 24 أكتوبر 1960               |
|             | الأمم المتحدة                 | 28 يوليو 1993       | 20 سبتمبر 1960               |
|             | منظمة حظر الأسلحة الكيميائية  | ?                   | ?                            |

## وصلات خارجية
- موقع وزارة الخارجية الأندورية